# Les Plus Beaux Villages de Wallonie

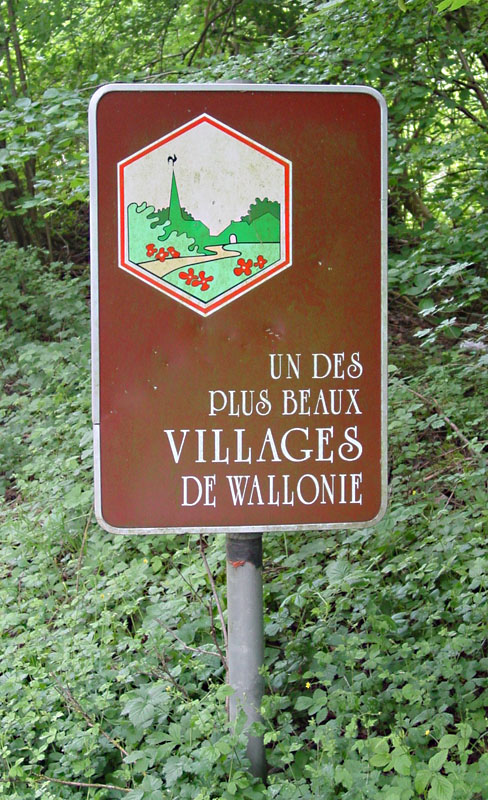
Les Plus Beaux Villages de Wallonie, Hinweisschild

Les Plus Beaux Villages de Wallonie (die schönsten Dörfer Walloniens) ist eine gemeinnützige Organisation in Belgien, die 1994 in Anlehnung an die französische Vereinigung Les plus beaux villages de France gegründet wurde. Derzeit gibt es in Wallonien 31 Dörfer, die dieses Label tragen (August 2019).
Grundvoraussetzungen zur Aufnahme in diese Vereinigung sind:
- Das Dorf muss einen ländlichen Charakter zeigen.
- Im Dorf muss mindestens ein Objekt sein, das unter Denkmalschutz steht
- Das Dorf muss ein architektonisches und städtebauliches Erbe von erkennbarem Wert besitzen, der durch hierzu festgelegten Kriterien bestimmt wird
- Die Verwaltung und/oder die örtlichen Vereine des Dorfes müssen den Willen zeigen, durch konkrete Aktionen das Dorferbe auch zu pflegen.

Zielsetzungen der Vereinigung sind:
- Die Authentizität des Dorfes zu bewahren
- Die Ausarbeitung einer dauerhaften Entwicklungsplanung
- Das Netzwerks der als wertvolles Erbe eingestuften Dörfer untereinander zu stärken und deren gemeinsame Präsentation nach außen zu fördern
- Die Bewahrung der Eigenarten dieser typischen Dörfer durch verschiedene Behörden garantieren zu lassen

## Liste der Dörfer
| Provinz Hennegau - Aubechies, Gemeinde Belœil - Barbençon, Gemeinde Beaumont - Lompret, Stadt Chimay - Montignies-sur-Roc, Gemeinde Honelles - Ragnies, Stadt Thuin Provinz Lüttich - Clermont-sur-Berwinne, Gemeinde Thimister-Clermont - Limbourg - My, Gemeinde Ferrières - Olne - Soiron, Gemeinde Pepinster Provinz Luxemburg - Chassepierre, Gemeinde Florenville - Mirwart, Gemeinde Saint-Hubert - Nobressart, Gemeinde Attert - Ny, Gemeinde Hotton - Our, Gemeinde Paliseul - Sohier, Gemeinde Wellin - Torgny, Gemeinde Rouvroy - Wéris, Stadt Durbuy |  | Provinz Namur - Celles, Gemeinde Houyet - Chardeneux, Gemeinde Somme-Leuze - Crupet, Gemeinde Assesse - Fagnolle, Gemeinde Philippeville - Falaën, Gemeinde Onhaye - Gros-Fays, Gemeinde Bièvre - Laforêt, Gemeinde Vresse-sur-Semois - Mozet, Gemeinde Gesves - Sosoye, Gemeinde Anhée - Soulme, Gemeinde Doische - Thon-Samson, Gemeinde Andenne - Vierves-sur-Viroin, Gemeinde Viroinval Provinz Wallonisch-Brabant - Mélin, Gemeinde Jodoigne |